# あした天気になあれ。
『あした天気になあれ。』（あしたてんきになあれ）は、2003年10月11日から12月13日まで日本テレビ系列の「土曜ドラマ」枠で毎週土曜日21:00 - 21:54に放送された日本のテレビドラマ。主演は観月ありさ。

## 概要
『ナースのお仕事』シリーズ (フジテレビ系) 以降、働く女性をコミカルに演じるのが十八番となった観月の、日本テレビ系連続ドラマ初主演作でもあった。『ナースのお仕事3』を最後にフジテレビドラマ制作から離れた演出家の岩本仁志が、日本テレビに移籍して再び観月主演ドラマの演出に携わった。
制作に当たっては、翌2004年から本格運用となった日本テレビの汐留新社屋が撮影に用いられた。
全10回、初回は30分拡大、最終回は2時間スペシャルとして放送された。平均視聴率11.4%、最高視聴率14.6% (最終回)。当時低迷続きだったこの枠のドラマでは若干改善されている。

## ストーリー
バツイチで一人娘の実々を持つシングルマザー・坂井花は、突然アルバイトしていた喫茶店のマスターからクビを言い渡される。再就職先を探していた矢先、声をかけてきたのは店の常連客で、花が密かに好意を抱いていた徳村修治という男だった。実は徳村はテレビ日本という放送局の夕方のニュース番組「ニュース・ナンバー1」の担当プロデューサーで、ケガで入院した天気予報のキャスターの代役に花を抜擢しようとしたのだった。
自分にとっての生きがいであり、かけがえのない存在である娘の実々を養うため、花はこの誘いを受ける。しかし全くの素人である花に易々と「お天気おねえさん」が務まるはずもなく、お天気コーナー担当の槙原公平とともに苦労する。それでも仕事場では「ニュース・ナンバー1」のキャストやスタッフたちに、プライベートや実々の世話では親友であるケイトに協力してもらいながら、仕事と母親の両立に奮闘する。

## キャスト

### 花とその近親者
坂井 花（さかい はな）
演 - 観月ありさ
短大在学中にできちゃった結婚するも2年で破局。慰謝料や養育費も取らず、女手一つで一人娘を育てている。
坂井 実々（さかい みみ）
演 - 森迫永依
花の娘で幼稚園年長組。しっかり者で母親を心から慕っており、母子の絆は非常に深い。5歳。
坂井 慎太郎（さかい しんたろう）
演 - 中山仁
長野に住む花の父。
坂井 瑞穂（さかい みずほ）
演 - 朝加真由美
花の母。花の結婚に猛反対したことで関係がこじれ、花がシングルマザーになった今も絶縁状態である。
桜木 和彦（さくらぎ かずひこ）
演 - 沢村一樹
花の元夫で実々の実父。海外出張から帰国し、実々を桜木家に引き取る決意を固める。
桜木 和雄（さくらぎ かずお）
演 - 平泉成
和彦の父。花が休日出勤のときは実々を自宅に預かる。
桜木 孝江（さくらぎ たかえ）
演 - 高林由紀子
和彦の母。

### 花と旧知の人びと
ケイト（李恵斗）
演 - ユンソナ
留学した短大時代からの花の親友。ネイリストで、韓国でネイルサロンを開くのが夢。
斎藤 一（さいとう はじめ）
演 - 阿南健治
花がバイトしていた喫茶店のマスター。勤務時間に制約の多い花に解雇を告げるが、後ろめたさも感じている。
小川 京子（おがわ きょうこ）
演 - すほうれいこ
喫茶店の従業員。マスターに似てお調子者。
あけみ先生
演 - 三田あいり
実々の通う「ひまわり保育園」の保母。

### テレビ日本「ニュース・ナンバー1」スタッフ
槙原 公平（まきはら こうへい）
演 - 井ノ原快彦 (20th Century)
お天気コーナー担当スタッフ。ド素人の花への指導に苦労するが、やがて私的にも世話を焼くようになる。
徳村 修治（とくむら しゅうじ）
演 - 仲村トオル
番組のエリート敏腕プロデューサー。クールさと人当たりの良さを兼ね備えており、部下の信頼は厚い。
大島 真理恵（おおしま まりえ）
演 - 戸田恵子
番組メインキャスター。子持ちで「働く女」の代表的存在。同じ母親の立場で花をサポートする。
会田 聡（あいだ さとし）
演 - 佐藤隆太
ADでお天気コーナーの担当もしている。春香に好意を持っている。
栗尾 春香（くりお はるか）
演 - 吉岡美穂
テレ日の新人アナウンサーで番組のアシスタントキャスター。公平に想いを寄せる。
相沢 俊夫（あいざわ としお）
演 - 酒井敏也
古参のチーフディレクター。典型的な叩き上げで実力も確かだが、徳村に出世で先を越されて悩む。
吉沢 千絵（よしざわ ちえ）
演 - 板谷由夏
前任のお天気おねえさん。ケガから復帰したことで花は必然的に仕事を失うことになるが、花自身には好意的。
橋本 美和（はしもと みわ）
演 - 菅原禄弥
ディレクター。業界のことを何も知らない花を当初は快く思っていない。
梶川 明（かじかわ あきら）
演 - 東根作寿英
佐野 順二（さの じゅんじ）
演 - 菊池均也
木村 典子（きむら のりこ）
演 - 井上朋子
清水 恭三（しみず きょうぞう）
演 - 佐戸井けん太
報道局長。新入りの花を快く思わず、お気に入りである千絵の早期復帰を促す。

### その他
徳村 歩（とくむら あゆむ）
演 - 小堀陽貴
徳村の一人息子。休日も常に多忙な父を気遣い、行事があっても父に伝えることができない。
村井 雅也（むらい まさや）
演 - 林泰文
ケイトの交際相手で商社マン。海外転勤が決まり、ケイトに別れを伝えようとする。

## スタッフ
- 脚本 - 梅田みか
- 演出 - 岩本仁志、猪股隆一、佐久間紀佳
- 音楽 - 大島ミチル
- 主題歌 - 樋井明日香「♡Wanna be your girlfriend♡」（SONIC GROOVE）
- 天気監修 - 木原実
- チーフプロデューサー - 梅原幹
- プロデュース - 加藤正俊

## 放送日程
| 各話                                                       | 放送日         | サブタイトル                                                                         | 演出       | 視聴率 |
| ---------------------------------------------------------- | -------------- | ------------------------------------------------------------------------------------ | ---------- | ------ |
| 第1話                                                      | 2003年10月11日 | 25歳シングルママ、恋も仕事もあきらめない!                                            | 岩本仁志   | 14.0%  |
| 第2話                                                      | 2003年10月18日 | 一人じゃないから頑張れる!!                                                           | 岩本仁志   | 8.9%   |
| 第3話                                                      | 2003年10月25日 | ゴメンね、パパがいなくて…                                                            | 猪股隆一   | 10.6%  |
| 第4話                                                      | 2003年11月01日 | この子には私しかいないのに                                                           | 佐久間紀佳 | 12.2%  |
| 第5話                                                      | 2003年11月08日 | ママのことがきらいなの…?                                                             | 岩本仁志   | 11.5%  |
| 第6話                                                      | 2003年11月15日 | 一番大切なものは何ですか?                                                            | 猪股隆一   | 10.5%  |
| 第7話                                                      | 2003年11月22日 | シングルファザーと息子の涙                                                           | 岩本仁志   | 10.0%  |
| 第8話                                                      | 2003年11月29日 | 元夫の出現…娘が奪われる!!                                                            | 佐久間紀佳 | 11.1%  |
| 第9話                                                      | 2003年12月06日 | 涙の決断…娘の幸せのため!!                                                            | 猪股隆一   | 10.4%  |
| 最終話                                                     | 2003年12月13日 | 今夜すべての人に幸せが訪れますように… シングルママの感動ラブストーリー、涙の完結編!! | 岩本仁志   | 14.6%  |
| 平均視聴率 11.4%（視聴率は関東地区・ビデオリサーチ社調べ） |                |                                                                                      |            |        |

## 備考
- サントラ：あした天気になあれ（大島ミチル - avex trax）
- ロケ：札幌市、建築家「安川永敏」の自宅
- 第3話で、日本テレビアナウンサー（当時）の羽鳥慎一がゲスト出演し、テレ日社屋内で森迫永依演じる実々に「ズームイン!!」と言ってポーズを決めるシーンがある。羽鳥は2003年より『ズームイン!!SUPER』の司会を担当している。
- 同じく第3話で、戸田恵子演じる大島がアンパンマンの人形を手にしながら、実々にアンパンマンの声を聞かせるシーンがある。戸田は日本テレビ系アニメ『それいけ!アンパンマン』のアンパンマン役声優として有名である。
- 本作放送終了から約7年後の2010年1月、本作に出演した観月・戸田・佐藤の3名が、国際宝飾展の主催する『日本ジュエリーベストドレッサー賞』を、それぞれ30代・50代・男性部門で偶然にも同時に受賞している。

## 関連商品
- あした天気になあれ。DVD-BOX（2004年3月24日）